# Фос де Тиње
Фос де Тиње (фр. Fosse-de-Tigné) насеље је и општина у западној Француској у региону Лоара, у департману Мен и Лоара која припада префектури Сомир.
По подацима из 2011. године у општини је живело 216 становника, а густина насељености је износила 38,99 становника/km². Општина се простире на површини од 5,54 km². Налази се на средњој надморској висини од 69 метара (максималној 112 m, а минималној 52 m).

## Демографија
| 1962. | 1968. | 1975. | 1982. | 1990. | 1999. | 2011. |
| ----- | ----- | ----- | ----- | ----- | ----- | ----- |
| 245   | 255   | 226   | 248   | 186   | 184   | 216   |

График промене броја становника у току последњих година